# Joost Schrickx
Johannes Antonius (Joost) Schrickx (Hoorn, 5 januari 1963) is een Nederlandse regisseur, producent, scenarioschrijver en columnist.

## Levensloop
Jurist Schrickx begon in 1999 als co-schrijver van de televisieserie Finals, waarvoor hij in 2007 een eeuw-award van de Groene Amsterdammer won. Hij schreef vanaf 2003 het scenario voor diverse speelfilms, met als debuutfilm Finals, de speelfilm, op basis van de serie die hij reeds geschreven had. Verder werkte hij onder andere voor AT5/NPS mee aan de serie "West Side". In 2010 schreef hij het scenario voor de speelfilm Bardsongs, waarmee hij onder andere een Signis Award won op het filmfestival in Washington. 
In 2013 verschenen van Schrickx twee documentaires: een over duivenmelken en een over depressie. In 2014 realiseerde hij een documentaire n.a.v. 70 jaar bevrijding. Ook schreef hij een Basisboek Scenarioschrijven dat december 2014 werd uitgegeven. In 2016 regisseerde Schrickx zijn meest persoonlijke documentaire, namelijk over een executie tijdens de Tweede Wereldoorlog waarvan zijn vader een van de getuigen was. Het jaar daarna produceerde hij een documentaire over de Amsterdamse stadsbeeldhouwer Hildo Krop. In 2021 verscheen een door Schrickx geproduceerde documentaire over pianist, componist en psychiater Hans Henkemans (1913 - 1995): WEGGEWIST. Deze film stond op de longlist voor een Gouden Kalf tijdens het Nederlands Film Festival 2021. 
In april 2022 verscheen de door Schrickx geproduceerde en geregisseerde documentaire 'Lief Indië', over de tijdloze troost van krontjong-muziek voor de bewoners van een Indisch en Molukse verpleeghuis. In datzelfde jaar kwam de telefilm DOJO uit. Schrickx schreef de eerste versies van het scenario voor deze speelfilm over judo. Hij werkte met producent PhantaBasta! meer dan 10 jaar aan de ontwikkeling ervan.  In 2023 verscheen de documentaire 'Lagu Lagu - een muzikale missie', over zangeres Jessica Manuputty die een plaat maakt met authentieke Molukse muziek. 
Schrickx is eveneens actief als coach/docent.

## Filmografie

### Films
- Finals, de speelfilm (2003) - scenario (i.s.m. Chris Houtman)
- Kennis voor het Leven (2005) - scenario
- De Slotmachine (2006) - scenario
- Dealing and Wheeling in Small Arms (2007) - scenario
- De stem van Ile a Morphil (2008) - scenario en co-regie
- Father, daughter and dzo (2010) - scenario
- Plastic Collector (2010) - scenario
- DRUK (2010) - regie en productie
- BARDSONGS (2010) - scenario
- Zwart Gat (2013) - regie en productie
- Houdoe, luchtreiziger! (2013) - regie, scenario  en productie
- Om nooit te vergeten (2014) - regie, scenario  en productie
- De oorlog van mijn vader (2016) - regie, scenario  en productie
- Hildo Krop - Beeld van een kunstenaar (2018) - productie
- WEGGEWIST (2021) - productie
- Lief Indië (2022) - regie, scenario en productie
- Lagu Lagu - een muzikale missie (2023) - regie, scenario en productie
- De avonturen van fotograaf Hugo Wilmar (2025) - regie, scenario en productie
- De A'dammer - De Man achter de kast (2025) - productie

### Series
- Finals (2001/2002) - scenario (met Chris Houtman)
- West Side (2007) - scenario
- 4JIM (reality dramaserie - KRONCRV) (2016) - scenariocoach

### Boeken
- Basisboek Scenarioschrijven (2014)
- Storytelling - De weg naar het hart (2019)

- International Standard Name Identifier: 0000 0003 8845 6186
- Nederlandse Thesaurus van Auteursnamen: 226523950
- Virtual International Authority File: 281681926
- WorldCat: E39PBJmdtDvDvpxvWKPvtbBVmd